# Farum
Farum – miasto w Danii, siedziba gminy Furesø. Około 18 105 mieszkańców.
W latach 1970–2007 miasto było siedzibą ówczesnej gminy Farum.
Ośrodek przemysłowy.
W mieście znajduje się stacja kolejowa Farum.